# Västra Alderängarnas naturreservat
Västra Alderängarnas naturreservat är ett kommunalt naturreservat i Mora kommun i Dalarnas län.
Området är naturskyddat sedan 2020 och är 58 hektar stort. Reservatet ligger just väster om Alderängarnas naturreservat  norr om Österdalälven och  består till del av älven men också av klapperstensstränder, ängar, källor och kärr.